# Mary Jo Markey
Mary Jo Markey (...) è una montatrice statunitense.
Fa parte di un'associazione americana nota come ACE (American Cinema Editors) ed ha più volte collaborato col regista J. J. Abrams, lavorando con lui in tre serie televisive da lui create (Felicity, Alias e Lost) e nel suo film di debutto alla regia, Mission: Impossible III. Ha montato molti altri film a partire dal 1992, tra i quali Mato Grosso, il suo primo lavoro, Bad Boy, e il già citato Mission: Impossible III, uno dei suoi montaggi più noti e recenti.
Ha svolto il mestiere d'attrice nel 1995, in un unico film televisivo, Two Guys Talkin' About Girls.

## Filmografia
Questa lista è suscettibile di variazioni e potrebbe essere incompleta o non aggiornata.

- Mato Grosso (Medicine Man), regia di John McTiernan (1992)
- Phenomenon 2, regia di Ken Olin (2003) - film TV
- Mission: Impossible III, regia di J. J. Abrams (2006)
- Star Trek, regia di J. J. Abrams (2009)
- Noi siamo infinito (The Perks of Being a Wallflower), regia di Stephen Chbosky (2012)
- Into Darkness - Star Trek (Star Trek Into Darkness), regia di J. J. Abrams (2013)
- Star Wars - Il risveglio della Forza, regia di J. J. Abrams (2015)
- The Great Wall, regia di Zhang Yimou (2016)
- Gli occhi di Tammy Faye (The Eyes of Tammy Faye), regia di Michael Showalter (2021)

## Riconoscimenti
- Premio Oscar
  - 2016 – Candidatura per il miglior montaggio di Star Wars - Il risveglio della Forza
- American Cinema Editors
  - 2008 – Candidatura per la miglior miniserie o film TV non commerciale per Life Support
- Emmy Awards
  - 2002 – Candidatura per il migliore montaggio per una miniserie o film per la televisione per l'episodio Q & A di Alias
  - 2005 – Migliore montaggio per una serie drammatica per l'episodio iniziale di Lost
  - 2007 – Candidatura per il migliore montaggio per una miniserie o film per la televisione per Life Support